# Golden Dome (systém protiraketové obrany)
Golden Dome (česky Zlatá kopule) je navrhovaný vícestupňový systém protiraketové obrany Spojených států amerických, určený k ochraně pevninského území před hrozbou balistických, hypersonických a střel s plochou dráhou letu. Program má ambici vytvořit globální obranný štít založený převážně na zbraních umístěných ve vesmíru.

## Přehled
Dne 27. ledna 2025 podepsal tehdejší americký prezident Donald Trump výkonný dekret, který nařizoval vývoj nového systému obrany proti řízeným střelám a dalším hrozbám. Projekt Golden Dome bývá přirovnáván k izraelskému systému Iron Dome, tureckému Steel Dome nebo někdejší americké Strategické obranné iniciativě z 80. let 20. století.
Název systému může být částečně zavádějící – nejde o fyzickou „kopuli“ pokrývající území Spojených států, ale o síť tisíců orbitálních zbraní či „interceptorů“ rozmístěných po oběžné dráze Země. Tyto prostředky by měly být připraveny k zachycení hrozeb ve vysoké atmosféře. Kritici však upozorňují, že kvůli rychlému pohybu těchto zařízení je pravděpodobné, že pouze malá část z nich bude v daný okamžik ve vhodné pozici pro zásah. To podle některých analytiků snižuje efektivitu ve srovnání s regionálními obrannými systémy.
Donald Trump uvedl, že systém by měl mít i „ofenzivní schopnosti“, což vyvolalo debaty o jeho využití mimo čistě obranný rámec.

## Historie
Kořeny projektu sahají k aktivitám Michaela D. Griffina, bývalého zástupce ředitele Strategické obranné iniciativy, který v roce 2017 založil Space Development Agency. Griffin dlouhodobě podporoval myšlenku opakovaně použitelných raket jako prostředku k masovému vypouštění zařízení do vesmíru. Zatímco projekt DC-X v 90. letech selhal, pozdější komerční pokroky (např. SpaceX) jeho koncepci oživily.
Golden Dome byl dále rozpracován ve vlivném programu „Project 2025“ organizace The Heritage Foundation. Ten zmiňuje konstelace jako Starlink či Starshield jako důkaz technické realizovatelnosti projektu. Trump sám opakovaně zmínil koncept orbitálního štítu během své kampaně v roce 2024.

## Oficiální oznámení
Dne 20. května 2025 prezident Trump oficiálně představil Golden Dome jako systém, který má Spojené státy ochránit před dlouhodosahovými a hypersonickými raketami. V projevu uvedl, že cílem je dokončení projektu do tří let s předpokládanými náklady 175 miliard dolarů. Velením byl pověřen generál Michael A. Guetlein ze Space Force.
Kongresový rozpočtový úřad odhadl celkové náklady na 161 až 542 miliard dolarů během 20 let. Někteří republikánští senátoři však hovořili o „bilionech dolarů“ v dlouhodobém horizontu.
Zájem o účast v programu vyjádřily firmy jako SpaceX, Palantir, Anduril a Lockheed Martin. Právě Lockheed Martin uvedl, že cílem je dodat systém do konce roku 2026, s využitím orbitálních a hypersonických interceptorů.
Ve svém projevu z Oválné pracovny dne 20. května 2025 prezident Trump uvedl, že očekává plné zprovoznění systému ještě před koncem svého funkčního období v roce 2029.

## Mezinárodní spolupráce
Dne 6. února 2025 kanadský ministr obrany Bill Blair naznačil zájem o zapojení Kanady do projektu. Trump později uvedl, že „Kanada nás sama kontaktovala a chce být součástí“. Kanadští představitelé potvrdili, že jednají o možné účasti v rámci širších bezpečnostních a obchodních dohod.

## Odborné hodnocení
Marion Messmerová z britského think-tanku Chatham House uvedla, že systém Golden Dome čelí mnohem větším výzvám než izraelský Iron Dome, především kvůli většímu území a širšímu spektru hrozeb. Obranný analytik Shashank Joshi z týdeníku The Economist varoval, že dokončení systému během jediného prezidentského období je nereálné a že náklady by mohly výrazně zatížit obranný rozpočet USA.